# Стокі (Малопольське воєводство)
Стокі (пол. Stoki) — село в Польщі, у гміні Скала Краківського повіту Малопольського воєводства.
Населення — 122 особи (2011).
У 1975-1998 роках село належало до Краківського воєводства.

## Демографія
Демографічна структура станом на 31 березня 2011 року:
|          | Загалом | Допрацездатний вік | Працездатний вік | Постпрацездатний вік |
| -------- | ------- | ------------------ | ---------------- | -------------------- |
| Чоловіки | 65      | 17                 | 41               | 7                    |
| Жінки    | 57      | 14                 | 31               | 12                   |
| Разом    | 122     | 31                 | 72               | 19                   |